# Marie Claire Tchecola

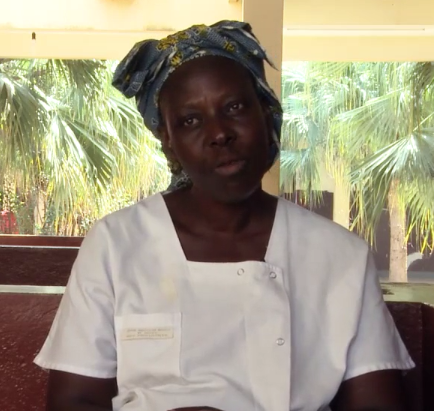
Marie Clare Tchecola – Ebola-Überlebende (2015)

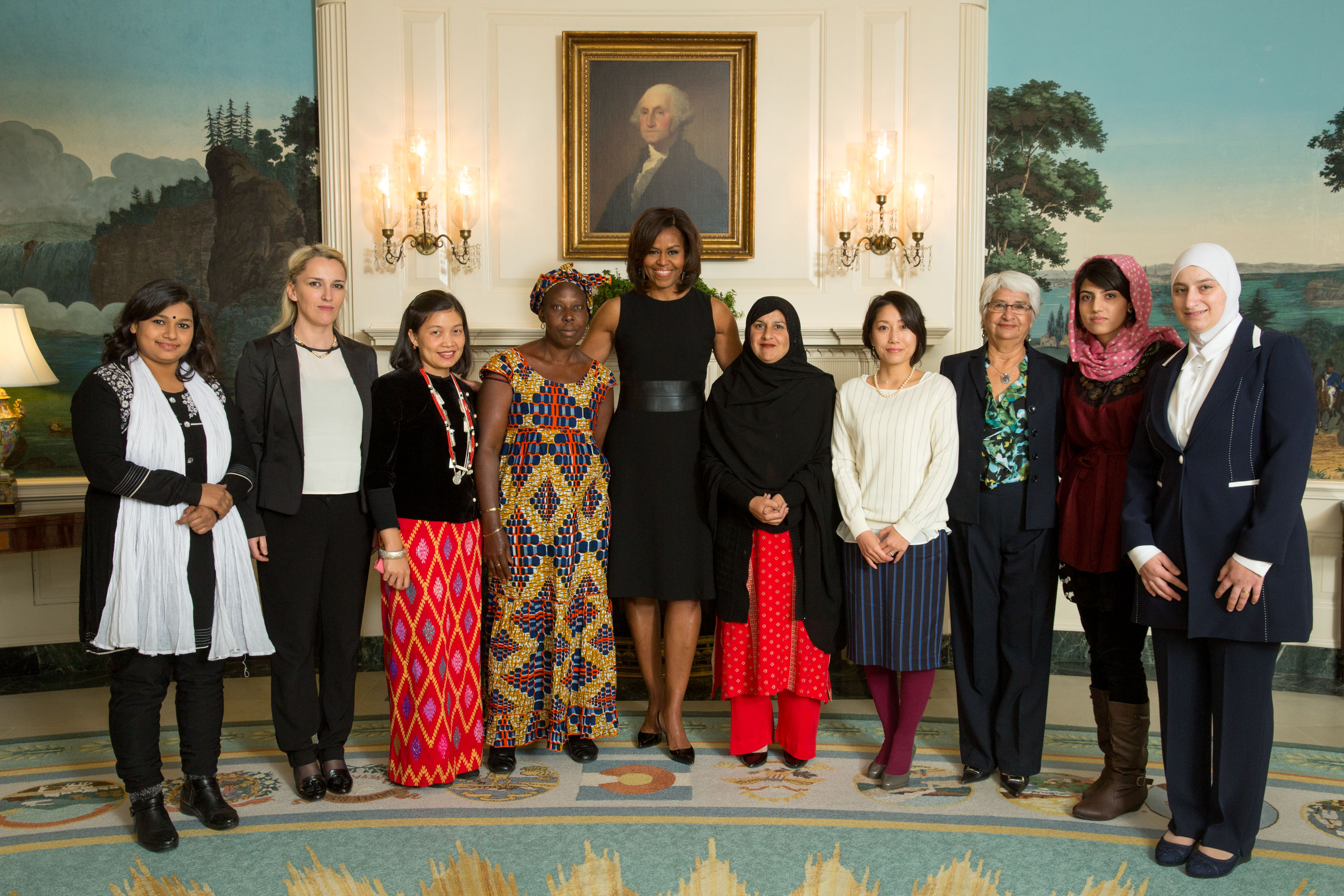
Marie Clare Tchecola mit Michelle Obama (2015)

Marie Claire Tchecola (* 20. Jahrhundert in Guinea) ist eine guineische Krankenschwester und Ebola-Überlebende. Sie ist eine Aktivistin, die über Krankheiten aufklärt und gegen die Stigmatisierung derjenigen kämpft, die an Krankheiten leiden. Im Jahr 2015 wurde sie vom US-Außenministerium mit dem International Women of Courage Award ausgezeichnet.

## Leben
Tchecola wuchs in einem kleinen guineischen Dorf nahe der senegalesischen Grenze auf. Sie war die erste Frau in ihrer Familie, die eine Ausbildung erhielt. Sie erwarb ihr Krankenpflegediplom und arbeitete als Krankenschwester im Donka-Krankenhaus in Conakry, Guinea.
Im Juli 2014 erkrankte sie an Ebola, während sie eine schwerkranke Patientin behandelte. Ein Mangel an medizinischem Personal und grundlegender Schutzausrüstung führte zu einer Situation in Westafrika, in der sich die Krankheit rasch ausbreitete. Als sie die Symptome erkannte, meldete sie sich selbst in einem Behandlungszentrum an, um die Ausbreitung der Krankheit zu verhindern. Sie erkannte aus eigener Erfahrung, dass Verleugnung, Zweifel und Fehlinformationen Menschen daran hindern können, eine angemessene Behandlung zu erhalten und angemessene Vorsichtsmaßnahmen zu treffen. Nachdem sie sich von der Krankheit erholt hatte, kehrte Tchecola zu ihrer Arbeit als Notfallkrankenschwester im Donka-Krankenhaus zurück, aber ihre Schwierigkeiten waren noch nicht vorbei.
Tchecolas Vermieter hatte ihre Wohnung aus Angst und aufgrund von Fehlinformationen über die Krankheit zwangsgeräumt. Andere Überlebende erlebten Ähnliches: Freunde stellen Besuche ein, Arbeitgeber lassen ihre Belegschaft nicht an den Arbeitsplatz zurückkehren, Gemeinden glauben, dass Ebola ein Todesurteil ist und dass die Opfer schließlich sterben werden, so dass sie die Überlebenden meiden, Kinder und Jugendliche werden von den Familienmitgliedern abgelehnt und die Angst hemmt eine andere Unterbringung für sie. Die Situation mit den Kindern ist besonders schwerwiegend, so sind mehr als 4.000 Kinder in Guinea als Waisen registriert. Da die Überlebenden anscheinend eine Immunität gegen die Krankheit haben, werden sie von der UNICEF rekrutiert, um erkrankten Kindern zu helfen. Die Überlebenden sind in der Lage, die traumatisierten Kinder zu berühren und ihnen Trost zu spenden, was dem Personal in Schutzausrüstung so nicht möglich ist.
Tchecola setzt sich für die Sensibilisierung, die Aufklärung über Ebola-Prävention und den Kampf gegen die Diskriminierung von Überlebenden ein. Sie ist Mitglied der Ebola Survivors Association of Guinea, die ein Unterstützungsnetzwerk für diejenigen bietet, die die Krankheit überlebt haben.